# 41. Division (Deutsches Kaiserreich)
Die 41. Division war ein Großverband der Preußischen Armee.

## Gliederung
Die Division war Teil des XX. Armee-Korps.

### Friedensgliederung
- 72. Infanterie-Brigade in Osterode in Ostpreußen
  - Infanterie-Regiment „von Grolmann“ (1. Posensches) Nr. 18 in Osterode in Ostpreußen
  - Infanterie-Regiment „Freiherr Hiller von Gaertringen“ (4. Posensches) Nr. 59 in Deutsch-Eylau und Soldau (II. Bataillon)
- 74. Infanterie-Brigade in Marienburg
  - 5. Westpreußisches Infanterie-Regiment Nr. 148 in Elbing, Bromberg (I. Bataillon, vorläufig) und Braunsberg (III. Bataillon)
  - Deutschordens-Infanterie-Regiment Nr. 152 in Marienburg und Stuhm (III. Bataillon)
- 41. Kavallerie-Brigade in Deutsch-Eylau
  - Kürassier-Regiment „Herzog Friedrich Eugen von Württemberg“ (Westpreußisches) Nr. 5 in Riesenburg (vorläufig), Rosenberg in Westpreußen (2. Eskadron, vorläufig) und Deutsch-Eylau (3. Eskadron)
  - Ulanen-Regiment „von Schmidt“ (1. Pommersches) Nr. 4 in Thorn
- 41. Feldartillerie-Brigade in Deutsch-Eylau
  - 1. Westpreußisches Feldartillerie-Regiment Nr. 35 in Deutsch-Eylau
  - 3. Ostpreußisches Feldartillerie-Regiment Nr. 79 in Osterode in OstpreußenDas Orchester des 1. Westpreußischen Feldartillerie-Regiments Nr. 35 in Deutsch Eylau

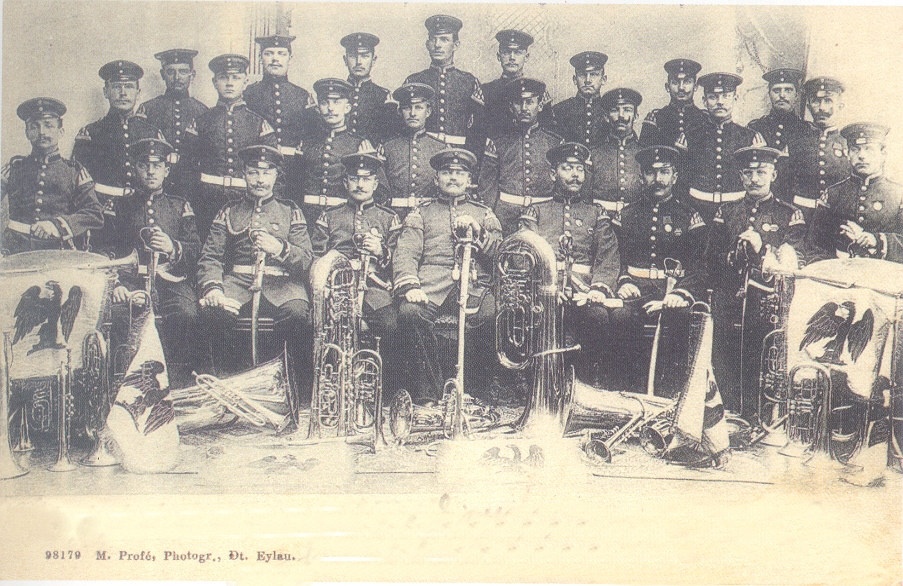
Das Orchester des 1. Westpreußischen Feldartillerie-Regiments Nr. 35 in Deutsch Eylau

### Kriegsgliederung bei Mobilmachung 1914
- 72. Infanterie-Brigade
  - Infanterie-Regiment „von Grolmann“ (1. Posensches) Nr. 18
  - Infanterie-Regiment „Freiherr Hiller von Gaertringen“ (4. Posensches) Nr. 59
- 74. Infanterie-Brigade
  - 5. Westpreußisches Infanterie-Regiment Nr. 148
  - Deutschordens-Infanterie-Regiment Nr. 152
- Dragoner-Regiment „König Albert von Sachsen“ (Ostpreußisches) Nr. 10
- 41. Feldartillerie-Brigade
  - 1. Westpreußisches Feldartillerie-Regiment Nr. 35
  - 3. Ostpreußisches Feldartillerie-Regiment Nr. 79
- 2. und 3. Kompanie/Pionier-Bataillon Nr. 26

### Kriegsgliederung vom 20. März 1918
- 74. Infanterie-Brigade
  - Infanterie-Regiment „von Grolmann“ (1. Posensches) Nr. 18
  - 5. Westpreußisches Infanterie-Regiment Nr. 148
  - Deutschordens-Infanterie-Regiment Nr. 152
  - 4. Eskadron/Dragoner-Regiment „König Albert von Sachsen“ (Ostpreußisches) Nr. 10
- Artillerie-Kommandeur Nr. 41
  - 3. Ostpreußisches Feldartillerie-Regiment Nr. 79
  - II. Bataillon/2. Pommersches Fußartillerie-Regiment Nr. 15
- Pionier-Bataillon Nr. 26
- Divisions-Nachrichten-Kommandeur Nr. 41

## Geschichte

### Errichtung
Die Division wurde am 1. Oktober 1912 errichtet und hatte ihr Kommando in Deutsch Eylau.

### Gefechtskalender

#### 1914
- 03. bis 9. August – Grenzschutzgefechte im Osten
- 23. bis 31. August – Schlacht bei Tannenberg, im Gefecht von Waplitz am 28. August fielen 2861 Soldaten der Division
- 05. bis 15. September – Schlacht an den Masurischen Seen
- 24. September bis 8. Oktober – Kämpfe bei Warschau
- 09. bis 19. Oktober – Schlacht bei Warschau
- 09. bis 20. Oktober – Schlacht bei Iwangorod (Teile der Division)
- 22. bis 28. Oktober – Kämpfe an der Pilica
- 12. bis 13. November – Lubranice und Golembin
- 14. bis 15. November – Schlacht bei Kutno
- 16. November bis 15. Dezember – Schlacht bei Lodz
- ab 18. Dezember – Schlacht an der Rawka-Bzura

#### 1915
- bis 9. Februar – Schlacht an der Rawka-Bzura
- 16. bis 18. Februar – Gefechte um Kolno
- 19. Februar bis 27. Juni – Stellungskämpfe vor Lomsha-Osowiec
- 13. Juni bis 13. Juli – Gefechte an der unteren Windau (Teile der Division)
- 13. Juni bis 12. Juli – Gefechte bei Grenze, Tyrkshle, Wieszkiele (Teile der Division)
- 24. bis 28. Juni – Gefechte bei Telsze (Teile der Division)
- 14. bis 25. Juli – Schlacht um Schaulen
- 16. Juli bis 2. August – Gefechte gegen Mitau
  - 1. August – Einnahme von Mitau
- 03. bis 9. August – Stellungskämpfe an der Aa, Ekau und Düna
- 10. bis 11. August – Wobolniki
- 12. bis 19. August – Schlacht bei Schimanzy-Ponedeli
- 23. August bis 3. September – Gefechte am Njemenek und an der Düna
  - 3. September – Erstürmung des Brückenkopfes von Friedrichstadt
- 05. bis 28. September – Gefechte gegen Jakobstadt
- ab 29. September – Stellungskämpfe vor Jakobstadt

#### 1916
- bis 26. Oktober – Stellungskämpfe vor Jakobstadt
  - 19. bis 26. März – Schlacht vor Jakobstadt
  - 10. Mai – Gefecht bei Epukn
  - 16. bis 23. Juli – Schlacht bei Kekkau
- 26. Oktober bis 2. November – Transport von Kurland nach Rumänien
- 02. bis 9. November – Grenzkämpfe am Vulkangebirge (Rumänien)
- 10. bis 14. November – Schlacht am Szurduk
- 16. November – Vacarea-Urechesti und Jasi
- 16. bis 17. November – Schlacht von Targu-Jiu
- 18. bis 23. November – Verfolgung durch die Westwalachei
- 20. bis 22. November – Vormarsch auf Turnu-Severin und Einnahme der Stadt (Teile der Division)
  - 21. November – Einnahme von Craiova
- 23. bis 25. November – Verteidigung von Turnu-Severin (Teile der Division)
- 23. November bis 6. Dezember – Verfolgungskämpfe von Turnu-Severin zum unteren Alt (Teile der Division)
  - 27. November – Einnahme von Slatina
  - 1. bis 5. Dezember – Schlacht am Argesch
- 04. bis 8. Dezember – Verfolgung nach der Schlacht am Arges
- 06. Dezember – Einnahme von Bukarest
- 09. bis 20. Dezember – Verfolgungskämpfe an Jalomita-Prahova und Buzaul
- 21. bis 27. Dezember – Schlacht bei Rimnicul-Sarat
- ab 28. Dezember – Verfolgungskämpfe nach der Schlacht bei Rimnicul-Sarat

#### 1917
- bis 3. Januar – Verfolgungskämpfe nach der Schlacht bei Rimnicul-Sarat
- 04. bis 8. Januar – Schlacht an der Putna
- 06. bis 25. Januar – Stellungskrieg an der Putna und Sereth
- 25. Januar bis 9. Februar – Transport nach den Westen
- 09. Februar bis 10. Mai – Stellungskämpfe vor Verdun
- 11. bis 27. Mai – Doppelschlacht an der Aisne und in der Champagne
- 28. Mai bis 30. Juni – Stellungskämpfe am Chemin des Dames
- 30. Juni bis 6. November – Stellungskämpfe in der Champagne
- 07. November bis 3. Dezember – Herbstschlacht in Flandern
- ab 4. Dezember – Stellungskämpfe in Flandern im Winter

#### 1918
- bis 3. März – Stellungskämpfe in Flandern im Winter
- 05. bis 20. März – Stellungskämpfe in Flandern und Artois
- 21. März bis 6. April – Große Schlacht in Frankreich
- 07. April bis 3. Juli – Kämpfe zwischen Arras und Albert
- 05. Juli bis 7. August – Kämpfe an der Ancre, Somme und Avre
- 08. bis 20. August – Abwehrschlacht zwischen Somme und Avre
  - 8. bis 9. August – Tankschlacht zwischen Ancre und Avre
  - 10. bis 12. August – Schlacht an der Römerstraße
- 22. August bis 2. September – Schlacht Albert-Peronne
- 03. September bis 6. Oktober – Stellungskämpfe in Lothringen
- 06. Oktober bis 11. November – Abwehrschlacht in der Champagne und an der Maas
  - 6. bis 31. Oktober – Abwehrkämpfe zwischen Argonnen und Maas
  - 1. bis 11. November – Abwehrkämpfe zwischen Aire und Maas, Rückzugskämpfe und Übergang auf das rechte Maasufer
- ab 12. November – Räumung des besetzten Gebietes und Marsch in die Heimat

## Kommandeure
| Dienstgrad      | Name                              | Datum                                                            |
| --------------- | --------------------------------- | ---------------------------------------------------------------- |
| Generalleutnant | Hermann von Stein                 | 13. September 1912 bis 1. August 1914                            |
| Generalmajor    | Leo Sontag                        | 02. August bis 16. September 1914                                |
| Generalmajor    | Alfred von Böckmann               | 17. September bis 26. November 1914 (mit der Führung beauftragt) |
| Generalleutnant | Heinrich Schmidt von Knobelsdorff | 27. November 1914 bis 13. November 1917                          |
| Generalleutnant | Ernst Gräser                      | 14. November 1917 bis 23. August 1918                            |
| Generalmajor    | Walher von der Hardt              | 24. August 1918 bis 26. Januar 1919                              |
| Generalleutnant | Bruno Melms                       | 27. Januar bis 30. März 1919                                     |
| Generalmajor    | Wilhelm von Groddeck              | 31. März bis 30. September 1919                                  |